# Плугот Саде

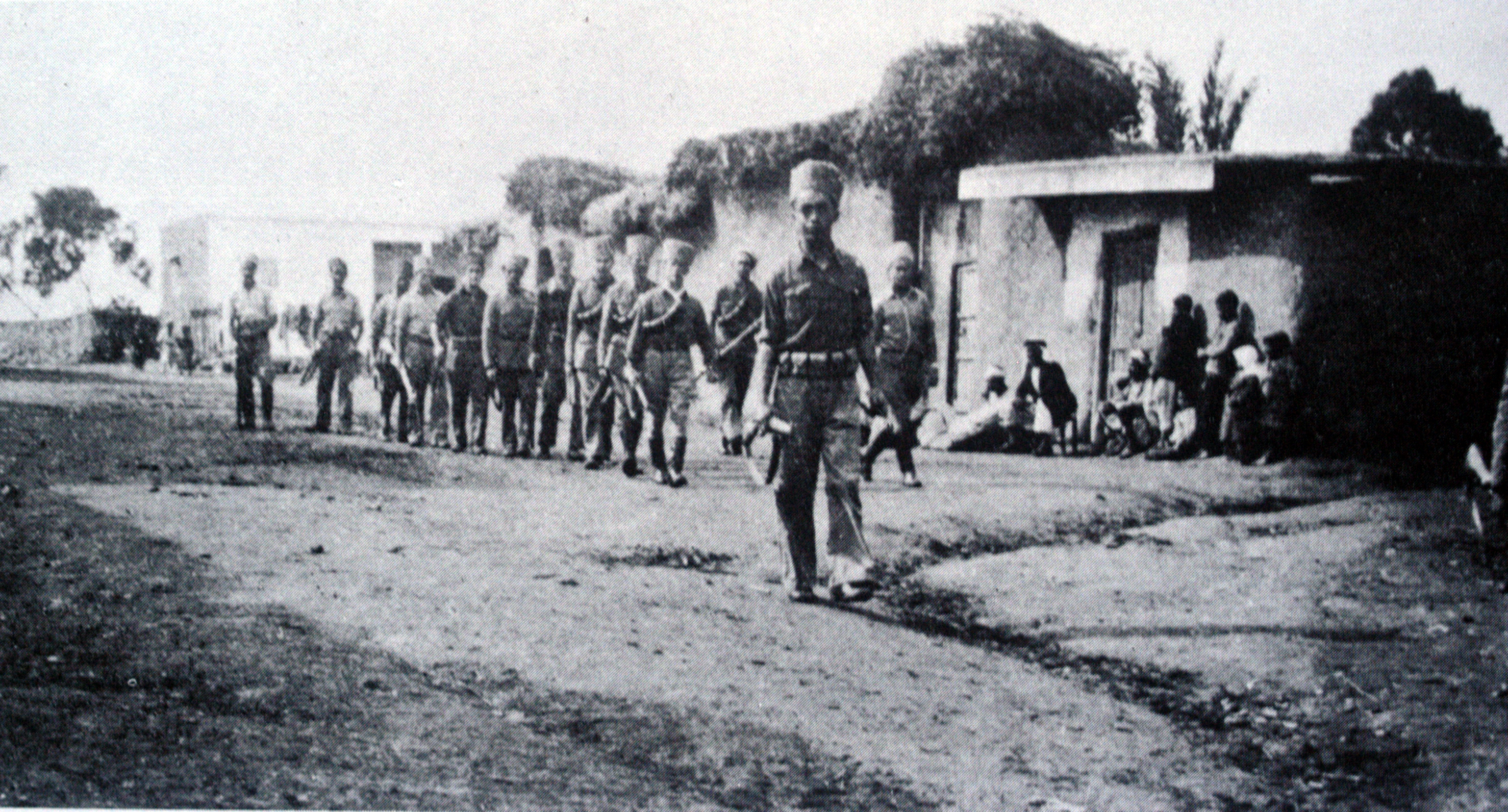
Подразделение Плугот Саде в арабской деревне Ясур, в секторе Газа

Плугот Саде (ивр. פלוגות שדה‎, сокращение ивр. פו"ש‎, полевые отряды) — элитные боевые подразделения «Хаганы», созданные в 1937 году, во время арабского восстания 1936—1939 годов в подмандатной Палестине. Членов этих подразделений отбирал лично Ицхак Саде, командир еврейской поселенческой полиции.
Их целью было защитить еврейские поселения от арабских банд, нападавших на них во время беспорядков. Подразделения «Плугот Саде» развертывались в лагерях на открытой местности и в полях, за оградой из колючей проволоки, которой были окружены еврейские поселения, чтобы препятствовать нападениям и патрулировать арабские деревни для обнаружения и уничтожения баз погромщиков.
К марту 1938 года в Плугот Саде было 1500 обученных бойцов, разделенных на 13 региональных групп. Они были вооружены украденными винтовками Ли-Энфилд, похищенными с британских складов, гранатами и небольшим количеством стрелкового оружия и действовали в контакте с особым ночным отрядом Чарльза Орда Вингейта, полностью используя свою немногочисленность и мобильность.
Плугот Саде были расформированы в 1939 году, и на их базе был создан крупный полевой корпус (ивр. חיל שדה‎, сокращение ивр. חי"ש‎). Во время Второй мировой войны ветераны Плугот саде готовились британскими офицерами в качестве спецназа.